# Zamioculcadeae
Zamioculcadeae es una tribu de plantas con flores perteneciente a la familia Araceae. Tiene los siguientes géneros:

## Géneros
- Gonatopus Hook. f. ex Engl.
- Heterolobium Peter = Gonatopus Hook. f. ex Engl.
- Microculcas Peter = Gonatopus Hook. f. ex Engl.
- Zamioculcas Schott